# Columbus Magic
I Columbus Magic sono stati una società di calcio statunitense, con sede a Columbus, Ohio.

## Storia
I Columbus Magic vennero fondati nel 1978 per gareggiare nell'American Soccer League da Eric Henderson, Frank Celeste e Ted Celeste, che erano già proprietari della squadra della franchigia della MISL dei Cleveland Force.
La stagione d'esordio, la 1979,  i Magic vinsero la Eastern Division, giungendo poi alla finale playoff per il titolo, soccombendo ai Sacramento Gold.
La stagione seguente fu invece sottotono, chiusa al quarto ed ultimo posto della National Conference. La stagione, oltre a essere negativa dal punto di vista sportivo fu segnata anche dal tragico infortunio occorso a Bob Rohrbach il 27 aprile 1980, che in uno scontro di gioco con il difensore dei Cleveland Cobras Alex Rosul ebbe la peggio, finendo addirittura in coma. L'incidente pose fine alla carriera del giovane attaccante.
La squadra chiuse i battenti al termine del campionato 1980.

## Allenatori
- 1979-1980  Paul Taylor